# دریاچه وان
دریاچهٔ وان بزرگ‌ترین دریاچه داخلی ترکیه می‌باشد که در غرب شهر وان و در نزدیکی مرزهای ایران قرار گرفته است.دریاچه وان یک دریاچه قلیایی و آب شور است که از نهرهای کوچک زیادی که از کوه های اطراف سرازیر می‌شوند، آب دریافت می‌کند. این دریاچه از معدود دریاچه‌های درون‌ریز (دریاچه‌ای بدون خروجی) در جهان است که وسعت آن بیش از ۳۰۰۰ کیلومتر مربع (۱۲۰۰ مایل مربع) است و ۳۸ درصد از آب‌های سطحی کشور (شامل رودخانه ها) را در خود جای داده است.فوران آتشفشانی خروجی اصلی آن را در دوران پیش از تاریخ مسدود کرد.این دریاچه در ارتفاع ۱۶۴۰ متر (۵۳۸۰ فوت) بالاتر از سطح دریا واقع شده است. با وجود ارتفاع زیاد و میانگین دمای زمستان کمتر از 0 درجه سانتیگراد (۳۲ درجه فارنهایت)، شوری بالا معمولاً از یخ زدن آن جلوگیری می‌کند، با اینحال بخش شمالی کم عمق به ندرت ممکن است یخ بزند.

## مشخصات جغرافیایی
در بخش شمال‌غربیِ این دریاچه، کوه سبحان به ارتفاع ۴٬۰۵۸ متر و در قسمت جنوبی آن، کوه‌های اختیار شهاب قرار گرفته‌اند.
شکل گرفتن دریاچهٔ نمکیِ وان ناشی از فعالیت‌های آتشفشانی در سالیان دور بوده است. آب آن از جویبارهایی که از کوهها سرازیر است، تأمین می‌شود. این دریاچه ۱۲۰ کیلومتر درازا، ۸۰ کیلومتر پهنا دارد، و ژرفای میانگینِ آن ۱۷۱ متر است (ژرف‌ترین بخش آن ۴۵۱ متر است). مساحت وان به ۳٬۷۵۵ کیلومتر مربع می‌رسد.

## گردشگری
کلیسای صلیب مقدس که در جزیره آختامار واقع شده است یکی از جاذبه‌های گردشگری این دریاچه است.
وان سواحل شنی دارد و شبکهٔ راه‌ها به آن می‌رسد. آب آن شفاف و نمک‌دار و برای شنا مناسب است.

## نگارخانه

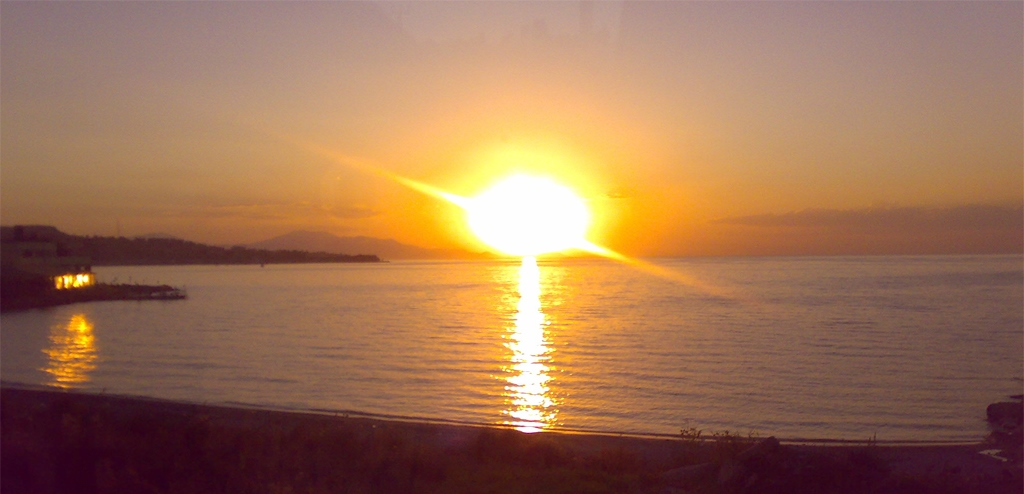
غروب زیبای دریاچهٔ وان ترکیه
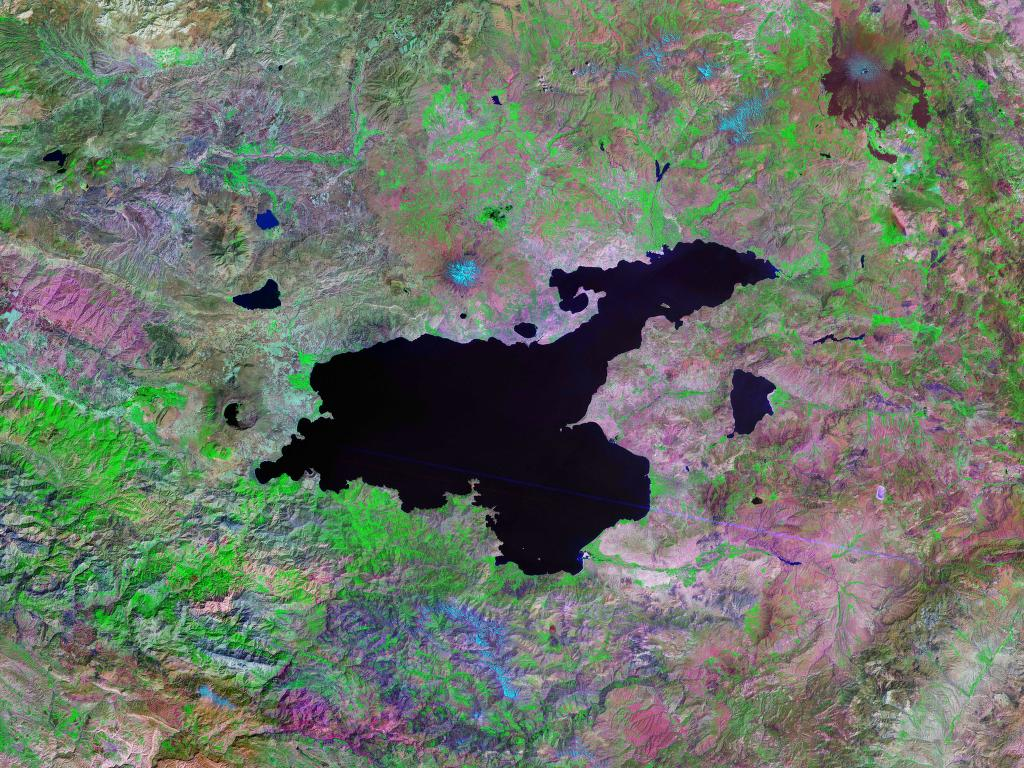
تصویر دریاچه وان از لندست
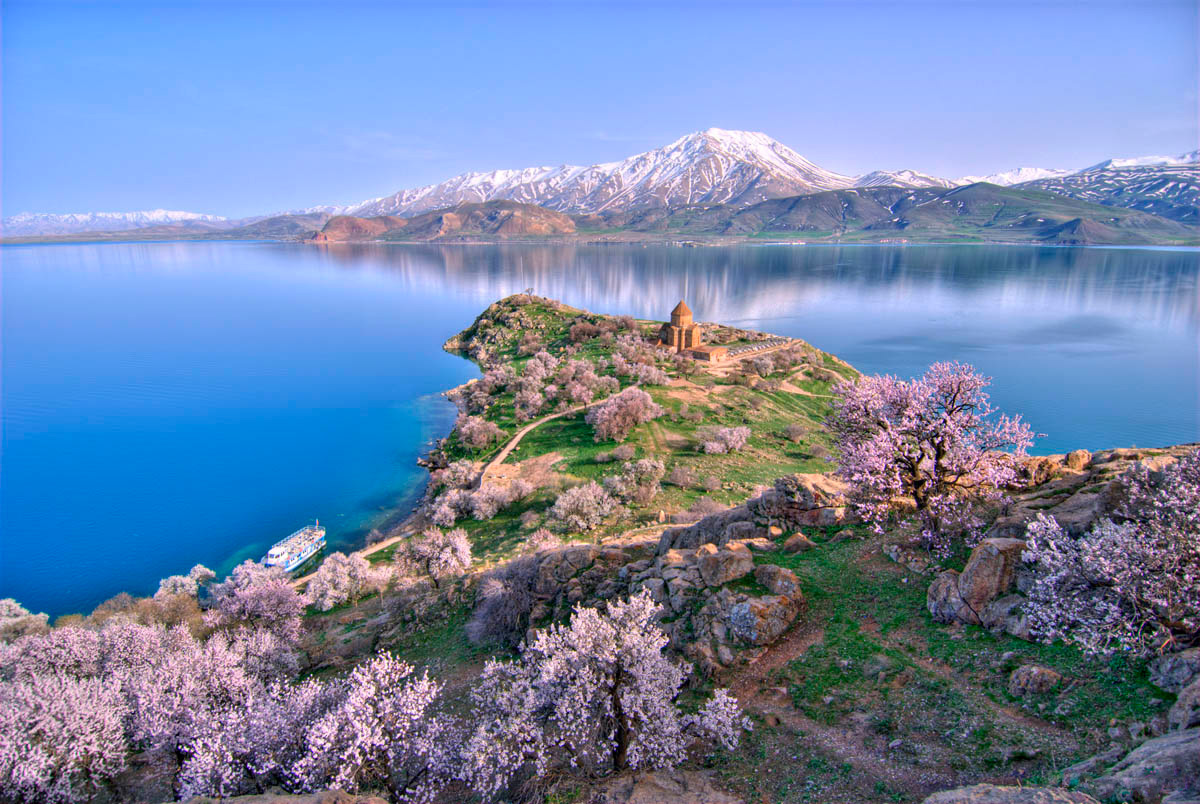
جزیره آختامار در دریاچه وان به همراه کلیسای بزرگ ارامنه صلیب مقدس